# Zethus stellaris
Zethus stellaris är en stekelart som beskrevs av Edoardo Zavattari 1913.
Zethus stellaris ingår i släktet Zethus och familjen Eumenidae. Inga underarter finns listade i Catalogue of Life.